# Regent
Regent (iz latinščine regere - voditi) je naziv za vladarjevega namestnika v monarhijah, ki vlada med njegovo mladostjo in/ali odsotnostjo; regent je po navadi iz vrst visokega plemstva ali pa član kraljeve družine.